# Koalicja dla Europy
Koalicja dla Europy (hiszp. Coalición por Europa, kat. Coalició Europea, CEU) – koalicja wyborcza powstała na czas wyborów do Parlamentu Europejskiego jednocząca hiszpańskie ugrupowania regionalne i autonomistyczne o charakterze centrowym i prawicowym. 

## Skład
Koalicja nawiązuje do istniejącego sojuszu przed poprzednimi wyborami do Parlamentu Europejskiego pod nazwą Galeusca–Pueblos de Europa (Galuesca – Narody Europy; Galuesca to skrót od Galicji, Euskadii (Kraju Basków) i Katalonii). Po trzech miesiącach negocjacji w skład sojuszu weszły następujące partie polityczne:
- Demokratyczna Konwergencja Katalonii
- Unia Demokratyczna Katalonii
- Nacjonalistyczna Partia Basków
- Walencjański Blok Nacjonalistyczny
- Unia Majorkańska
- Unia Minorkańska
- Koalicja Kanaryjska
- Partia Andaluzyjska

## Historia
Wszystkie ugrupowania poza partiami balearskimi i Nacjonalistycznym Blokiem Walencjańskim były już w 2004 częścią bloku wyborczego Galuesca.
Lista wyborcza została wystawiona we wszystkich wspólnotach autonomicznych Hiszpanii. Na jej czele stanął kataloński ekonomista związany z Konwergencją Ramon Tremosa, na trzecim miejscu znalazł się reprezentant drugiej partii katalońskiej (Unii) Salvador Sedó Drugą pozycją na liście otrzymała reprezentantka PNV Izaskun Bilbao Do sojuszu nie przystąpił Galicyjski Blok Nacjonalistyczny (BNG), który wystartował wraz z Esquerra Republicana de Catalunya, Aralar i Eusko Alkartasuna. 
Ze względu na protesty dołów partyjnych planowana koalicja CC z ERC nie doszła do skutku i CC wystartowała w ramach CEU. Kandydatem Andaluzji został Carlos Bautista. 
Ostateczny kształt listy został ogłoszony 13 kwietnia 2009. Na pierwszym siedmiu miejscach listy znaleźli się:
1. Ramon Tremosa (Convergència Democràtica de Catalunya)
2. Izaskun Bilbao (Partido Nacionalista Vasco)
3. Salvador Sedó (Unió Democràtica de Catalunya)
4. Claudina Morales (Coalición Canaria)
5. Enric Nomdedeu (Bloc Nacionalista Valencià)
6. Joan Carles Verd (Unió Mallorquina)
7. Carlos Bautista (Partido Andalucista)

Kolejność kandydatów była różna w zależności od regionu, jednak w większości wspólnot listę otwierał Ramon Tremosa z Katalonii. Jedynie w Kraju Basków i Nawarze, a także na Wyspach Kanaryjskich i w Andaluzji byli to inni kandydaci (odpowiednio: Izaskun Bilbao, Claudina Morales i Carlos Bautista).

## Wyniki
W wyborach z 7 czerwca 2009 na koalicję zagłosowało 808 tys. obywateli Hiszpanii (5,21%). 99,6% z tych głosów została oddana w regionach autonomicznych, z których wywodzą się partie członkowskie koalicji (w Katalonii: 442 tys., w Baskonii 208 tys., na Wyspach Kanaryjskich 96 tys., w Andaluzji 27 tys. w Walencji 18 tys., na Balerach 10 tys. i 4 tys. w Nawarze). Był to trzeci wynik w skali kraju po PP i PSOE. Lista uzyskała dwa mandaty, które objęli Ramon Tremosa i Izaskun Bilbao. W przypadku wejścia w życie Traktatu Lizbońskiego trzeci mandat obejmie Salvador Sedó z Unii. 
Koalicja wygrała wybory w następujących prowincjach: Girona, Lleida i Vizcaya. Drugie miejsce przypadło jej w udziale w Barcelonie, Guipúzcoa i Tarragonie. Trzecią pozycję zajęła zaś w Álava, na Wyspach Balearskich, Las Palmas i Santa Cruz de Tenerife. W skali wspólnot autonomicznych najwięcej wyborców poparło Koalicję w Kraju Basków, Katalonii, Wyspach Kanaryjskich i Balearach.